# Альфарас-де-Саяго
Альфарас-де-Саяго (ісп. Alfaraz de Sayago) — муніципалітет в Іспанії, у складі автономної спільноти Кастилія-і-Леон, у провінції Самора. Населення — 178 осіб (2010).
Муніципалітет розташований на відстані близько 210 км на північний захід від Мадрида, 30 км на південний захід від Самори.
На території муніципалітету розташовані такі населені пункти: (дані про населення за 2010 рік)
- Альфарас-де-Саяго: 119 осіб
- Віньюела-де-Саяго: 59 осіб

## Демографія
Динаміка населення (INE ):